# Us hi esperem
Us hi esperem (títol original en anglès, You're Cordially Invited) és una pel·lícula de comèdia romàntica estatunidenca del 2025 escrita i dirigida per Nicholas Stoller per a Amazon MGM Studios. És protagonitzada per Will Ferrell i Reese Witherspoon. S'ha subtitulat al català.
Quan es reserven a la vegada el casament de la Jenni, la filla del vidu Jim Caldwell, i el de la Neve, la germana de la Margot Buckley,  al mateix lloc d'una petita illa, totes dues intenten preservar els plans del cap de setmana.
La pel·lícula es va estrenar a Amazon Prime Video el 30 de gener de 2025 amb crítiques agredolces.
Es va revelar que Ferrell i Witherspoon estaven vinculats al projecte el juny de 2022. El rodatge principal va començar a Atlanta el maig de 2023.